# Річард Фрімен

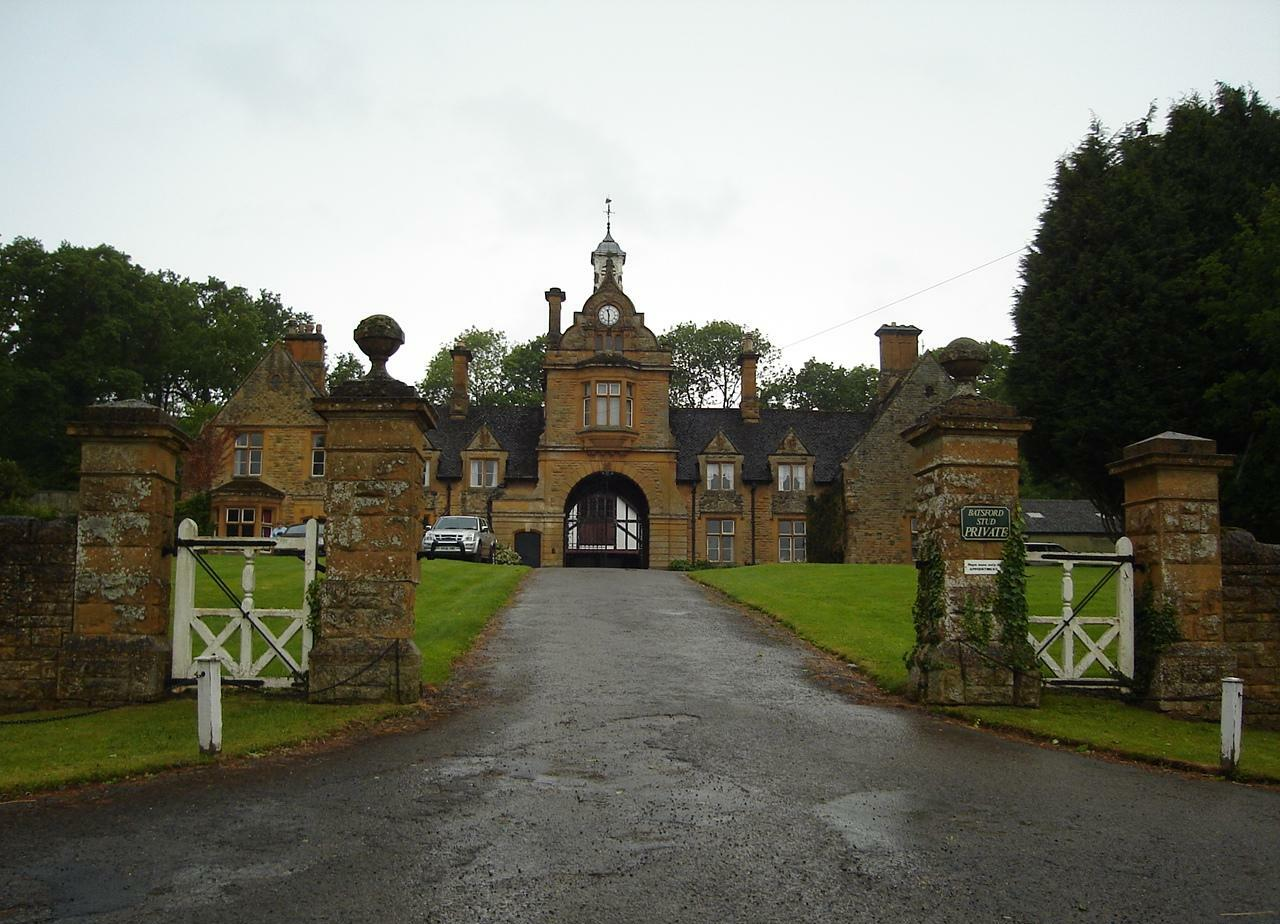
Батсфорд, Глочестершир — родовий маєток Річарда Фрімена.

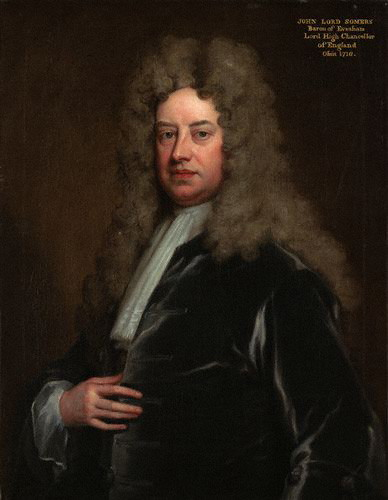
Джон Сомерс — І барон Сомерс.

Річард Фрімен (1646  — 1710 ) — відомий ірландський політик, юрист, суддя, лорд-канцлер Ірландії, спікер Палати лордів парламенту Ірландії в 1707—1710 роках.

## Життєпис

### Походження та родина
Річард Фрімен народився в графстві Глостершир, Англія. Він був старшим сином Джона Фрімена та його дружини Енн Крофт. Він здобув освіту в коледжі Крайст-Черч, Оксфорд. Почав працювати адвокатом в 1674 році. У 1693 році він вперше одружився з Елізабет, однією з багатьох дочок провідного політика та адвоката сера Ентоні Кека та його дружини Мері Торн. Елізабет померла під час пологів донькою Мері в 1699 році. Він одружився вдруге в 1702 році з Енн Маршал Дарем, що пережила його на багато років. Його перший шлюб був вигідним, оскільки його тесть сер Ентоні Кек був дуже багатою людиною. Однак діти Фрімена, можливо, вважали спадщину Кека чимось на кшталт змішаного благословення, оскільки після його смерті це призвело до великої багаторічної судової тяганини між спадкоємцями. На момент свого першого шлюбу в 1693 році він уже був власником значного маєтку в Батсфорді в Глостерширі.
Від першого шлюбу він мав одну доньку Мері, що стала дружиною Волтера Едвардса з Гема, Суррей, Англія і мала дітей, в тому числі Томаса Едвардса-Фрімена. Від другого шлюбу Річард Фрімен мав одного сина Річарда Фрімена Молодшого та одну дочку Анну. Усі троє його дітей ще жили в 1727 році, коли довгий і гіркий судовий процес щодо маєтку їхнього батька нарешті завершився вироком, згідно з яким будь-які претензії Мері на маєток повинні бути зараховані проти суми в 5000 фунтів стерлінгів, яку мав її батько. Мері померла в 1736 році. Енн померла неодруженою кілька років потому. Річард Фрімен Молодший помер у 1741 році, не залишивши потомства. Прямі нащадки Мері вимерли в 1808 році.

### Кар'єра
Після 30 років практики в англійській колегії адвокатів Річард Фрімен нарешті отримав посаду судді завдяки дружбі з Джоном Сомерсом, колишнім лордом-канцлером, що високо оцінював його здібності. У 1706 році він став лорд-бароном казначейства Ірландії, а через рік був призначений лордом-канцлером Ірландії, на цій посаді він також виконував обов'язки спікера Палати лордів Ірландії. Він значиться як один із опікунів Королівських готелів у 1706 році. У 1710 році Річард Фрімен раптово захворів. Хворобу було описано як «розлад мозку», який, як кажуть, повністю позбавив його розуму. Звичайно, він не зміг продовжувати перебувати на своїй посаді. Він помер 20 листопада 1710 року, незабаром після того, як залишив посаду лорд-канцлера Ірландії. Він помер, не залишивши заповіту, і суперечка щодо спадщини його маєтку, зокрема суми в 5000 фунтів стерлінгів, яку він заплатив своїй старшій дочці Мері Едвардс, призвела до судового процесу між його вдовою та дітьми, який тривав до 1727 року.

### Характер
За словами Елрінгтона Болла, Фрімен був чудовим юристом, що завоював загальну повагу в Ірландії, відзначаючись добрим гумором і милосердям, а також юридичними здібностями. Його смерть, що настала після трагічного краху його розумових сил, щиро оплакували. Тогочасний памфлетист оспівував його коротке перебування на посаді лорд-канцлера Ірландії як «золотий вік».